# Ocnița (stacja kolejowa)
Ocnița – węzłowa stacja kolejowa w miejscowości Ocnița, w rejonie Ocnița, w Mołdawii. Węzeł linii z Bielc do ukraińskich Żmerynki i Czerniowców.
Na stacji znajduje się mołdawskie przejście graniczne na granicy z Ukrainą. Stacją graniczną po stronie ukraińskiej są Sokiriany.

## Historia
Stacja Oknica (ros. Окница) powstała w czasach carskich, będąc węzłem linii ze Żmerynki i Słobodki z linią do przejścia granicznego z Austro-Węgrami w Nowosielicy. Położona była pomiędzy stacjami Birnowa (w kier. Żmerynki), Dondoszany (w kier. Słobodki) i Romankaucy (w kier. Nowosielicy).
W wyniku rozpadu Związku Sowieckiego została stacją graniczną.